# Sterowik łuskowany
Sterowik łuskowany (Tanysiptera riedelii) – gatunek ptaka z podrodziny łowców (Halcyoninae) w rodzinie zimorodkowatych (Alcedinidae). Słabo poznany ptak występujący w Indonezji, według IUCN jest bliski zagrożenia wyginięciem.

## Zasięg występowania
Sterowik łuskowany występuje na indonezyjskiej wyspie Biak i na sąsiadującej z nią Supiori; wyspy te są położone na północ od Nowej Gwinei.

## Taksonomia
Gatunek po raz pierwszy naukowo opisał w 1866 roku francuski przyrodnik Jules Verreaux na łamach Nouvelles archives du Muséum d’histoire naturelle. Verreaux nie wskazał miejsca typowego odłowu holotypu, późniejsze badania ustaliły je na wyspę Biak. 
Tradycyjnie takson ten umieszczony jest w grupie gatunków składających się z T. galatea, T. ellioti i T. carolinae. Gatunek monotypowy.

### Etymologia
Nazwa rodzajowa: gr. τανυσιπτερος tanusipteros – długopióry, od τανυ- tanu- – długo-, od τεινω teinō – rozciągać; -πτερος -pteros – -pióry, od πτερον pteron – pióro. Epitet gatunkowy jest eponimem honorującym Dr Johana Gerarda Friedricha Riedela (1832–1911), holenderskiego administratora kolonialnego w Holenderskich Indiach Wschodnich w latach 1853–1883, przyrodnika.  

## Morfologia
Długość ciała około 37 cm (włącznie z silnie wydłużonymi środkowymi sterówkami); masa ciała samców 63–70 g, samic 55–72 g. U obu płci ciemię, czoło i kark błyszcząco jasnoniebieskie, górne części ciała granatowe, ogon i kuper białe. Środkowe sterówki są o 15–16 cm dłuższe niż reszta, białe u nasady, niebieskie w wąskiej, centralnej części, z białymi łyżeczkowatymi końcówkami. Spód ciała biały, dziób pomarańczowo-czerwony, tęczówki ciemnobrązowe; nogi i stopy zielono-szare do żółtawo-brązowych. U młodych ptaków górne części ciała są ciemniejsze, krótszy ogon jest bladopłowy, zaś dziób jest ciemnobrązowy.

## Ekologia
Sterowik łuskowany jest prawdopodobnie gatunkiem osiadłym, zamieszkującym gęste lasy pierwotne, zwłaszcza te, graniczące z różnymi ciekami wodnymi, ewentualnie spotkać go można także we wtórnym i zdegradowanym lesie; występuje do co najmniej 300 m n.p.m., a być może nawet do 600 m n.p.m. Brak informacji na temat składu diety (przypuszczalnie podobna jak u innych gatunków z rodzaju Tanysiptera), okresu lęgowego i wychowu młodych. Odzywa się niskimi, charakterystycznymi, szczekającymi dźwiękami składającymi się z 1 lub 2 tonów.

## Status zagrożenia i ochrona
W Czerwonej księdze gatunków zagrożonych Międzynarodowej Unii Ochrony Przyrody gatunek ten został zaliczony do kategorii NT (ang. Near Threatened – bliski zagrożenia). Ptak ten jest słabo poznany i dane na temat jego populacji są sprzeczne: uważa się go za powszechnego w pierwotnym i wtórnym lesie, lecz inne dane mówią, że jest rzadki i jego zasięg ogranicza się do wysokiego lasu. Występuje w Biak-Urara Protected Area, który obejmuje obszar o powierzchni 110 km², oraz w Pulau Supiori Nature Reserve (420 km²). Ewentualnym zagrożeniem dla tego ptaka może być trwające niszczenie jego siedlisk przez człowieka, jednak gatunek ten jest w stanie tolerować zdegradowane lasy i według niektórych doniesień może w nich bez problemu przetrwać.